# Karviná
Karviná (äldre svenskt namn: Karwin, polska: Karwina, tyska: Karwin) är en stad i östra Tjeckien, i det område som brukar kallas för Tjeckiska Schlesien. Befolkningen uppgick till 55 163 invånare i början av 2016.
Borgmästare är Tomáš Hanzel från ČSSD. Närmaste större stad är Ostrava som är Tjeckiens tredje största stad. 
Staden tillhör den fattigaste delen av Tjeckien och hade till för några år sedan stora miljöproblem. Detta är numera bättre men man lider fortfarande av nedfall från den tunga industrin i Ostrava och i Katowiceregionen i södra Polen. Uppvärmningen av bostadshusen i Polen med hjälp av brun- och stenkol skapar också stora problem. 
Stadens största arbetsgivare är kolgruvorna i Doly. Även några västerländska företag har etablerat sig på orten. I det nyetablerade industriområdet har bland andra Shimano, Mölnlycke Health Care, Gates Hydraulics och Stant Manufacturing etablerat sig. 
Arbetslösheten är cirka 25%. I och med fler nyetableringar sker förväntas arbetslösheten att sjunka. I staden finns även ett rehabiliteringscentrum, Darkov Spa, främst för före detta gruvabetare.
Handeln är inte utbredd men ökande. En del handel sker i traditionella småbutiker, till exempel hos slaktaren eller skräddaren. De stora köpcentra som etablerats under senare år tar en allt större marknad. På orten finns bland andra Tesco, Hypernova och Kaufland. 
I staden finns ett handbollslag, HC Baník Karviná, som ofta tävlar med de bättre lagen i Europa i Cupvinnarcupen och Champions League. Ishockey spelas i dam- och herrlag i lägre divisioner. Hemmaarenan STaRS tar drygt 7 300 sittande åskådare. 